# عدنان أوراهوفاتس
عدنان أوراهوفاتس (سيريلية صربية: Аднан Ораховац؛ مواليد 5 فبراير 1991 في الجبل الأسود) هو لاعب كرة قدم مونتينيغري يلعب مع نادي باختاكور طشقند في الدوري الأوزبكي كمدافع.

## روابط خارجية
- عدنان أوراهوفاتس على موقع قاعدة بيانات كرة القدم.إي يو (الإنجليزية)
- عدنان أوراهوفاتس على موقع Soccerway.com (الإنجليزية)